# Albert Malbois
Albert-Georges-Yves Malbois (Versailles, 17 november 1915 – Saint-Germain-en-Laye, 12 februari 2017) was een Frans bisschop van de Rooms-Katholieke Kerk.

## Biografie
Malbois werd in juni 1938 tot priester gewijd. In april 1961 werd hij gewijd tot bisschop. Van 1966 tot 1977 was hij bisschop in het bisdom Évry-Corbeil-Essonnes. In 1977 ging Malbois met emeritaat. 
Malbois werd de oudst levende Franse bisschop na het overlijden van Géry Leuliet op 1 januari 2015. Hij overleed in 2017 op 101-jarige leeftijd.